# L'importante è la rosa/Se è scritto nel cielo
L'importante è la rosa/Se è scritto nel cielo è un singolo del cantante italiano Riccardo Del Turco, pubblicato nel 1967.
Il brano L'importante è la rosa è stato scritto da  Bécaud e Louis Amade mentre il brano Se è scritto nel cielo fu ideato da Giancarlo Bigazzi.

In entrambi i brani la musica dell'orchestra aveva come direttore Gianni Morigi

## Tracce
Lato A
1. L'importante è la rosa

Lato B
1. Se è scritto nel cielo